# Campanula ledebouriana
Campanula ledebouriana är en klockväxtart som beskrevs av Ernst Rudolf von Trautvetter. Campanula ledebouriana ingår i släktet blåklockor, och familjen klockväxter. Inga underarter finns listade i Catalogue of Life.